# Trevor Ariza
Trevor Anthony Ariza (nascut el 30 de juny de 1985 en Miami, Florida) és un exjugador de bàsquet d'origen dominicà. Jugà durant 18 temporades a l'NBA.
L'aler va jugar a bàsquet universitari durant una temporada amb els UCLA Bruins abans de ser seleccionat a la segona ronda del draft de l'NBA del 2004 pels New York Knicks. Després del seu pas per l'equip de Manhattan, va jugar per als Orlando Magic, Los Angeles Lakers, Houston Rockets, New Orleans Hornets, Washington Wizards, de nou a Houston, Phoenix Suns, tornada a Washington, Sacramento Kings, Portland Trail Blazers i Miami Heat, abans de tornar a Los Angeles, el seu darrer equip. Precisament amb els Lakers, Ariza va guanyar el seu únic anell de campió de l'NBA, la temporada 2008-09.